# کالوی لیلیا
کالوی لیلیا (فنلاندی: Kalevi Lilja; ۱۰ سپتامبر ۱۹۲۵ – ۱۵ اوت ۱۹۹۳) بازیکن فوتبال اهل فنلاند بود.
وی همچنین در تیم ملی فوتبال فنلاند بازی کرده‌است.